# Patricio Madzina
Patricio Madzina (ur. 30 sierpnia 1978) – mozambicki piłkarz występujący na pozycji napastnika, reprezentant kraju.

## Życiorys
Występował w reprezentacji Mozambiku U-23. 12 września 1998 roku zadebiutował w reprezentacji A, co miało miejsce w przegranym 1:2 spotkaniu z Namibią w ramach Pucharu COSAFA. 7 sierpnia 1999 roku zagrał w meczu z Zambią w ćwierćfinale Pucharu COSAFA (1:1 k.3:4). 9 kwietnia 2000 roku wystąpił w spotkaniu z Sudanem w ramach eliminacji do Mistrzostw Świata 2002 (0:1). Ostatni mecz w reprezentacji rozegrał 7 kwietnia 2002 roku, kiedy to Mozambik wygrał 2:0 z Lesotho w Pucharze COSAFA.
Na początku 2005 roku został zawodnikiem Honvédu Budapeszt; w tym czasie właściciel Honvédu, Piero Pini, razem z Madziną pozyskał również innych mozambickich piłkarzy (Héldera Muiangę, Marito, Miró i Genito). W NB I Madzina rozegrał jeden mecz: 12 marca wystąpił w wyjściowym składzie na spotkanie z Debreceni VSC. Konfrontacja zakończyła się przegraną Honvédu 0:2, a Mozambijczyk został w 55. minucie zmieniony przez Andrása Kozarka.
W sezonie 2006/2007 Madzina był piłkarzem Mbabane Swallows FC, występującego w Suazyjskiej Premier League. W sezonie zawodnik zdobył jedną bramkę – 25 listopada w przegranym 1:2 spotkaniu z Green Mamba Simunye. Na dalszym etapie kariery grał w CD Matchedje.